# Bruno Chiavacci
Bruno Chiavacci (Piombino, 25 maggio 1915 – Prato, 11 aprile 1985) è stato un calciatore italiano, di ruolo attaccante o centrocampista.
Era conosciuto come Chiavacci (II) per distinguerlo da suo fratello Alberto, a sua volta calciatore professionista.

## Caratteristiche tecniche
Ad inizio carriera giocava come centravanti, ma con il passare degli anni venne arretrato a giocare come mezzala sinistra.

## Carriera
Nella stagione 1931-1932 ha segnato 2 gol in 4 presenze nella Sempre Avanti Piombino, in Prima Divisione (la terza serie dell'epoca). Dopo una stagione nella S.S. Domenico Malfatti è tornato al Piombino, dove è rimasto fino al 1937, giocando sempre in terza serie. Nella stagione 1937-1938 passò alla Juventus in Serie A, con la quale vinse la Coppa Italia; successivamente è passato al Prato, con cui ha giocato tre campionati consecutivi in Serie C per un totale di 76 presenze e 15 gol; al termine della stagione 1940-1941 i toscani sono stati promossi in Serie B, categoria in cui Chiavacci ha segnato 3 gol in 25 partite nella stagione 1941-1942. A fine anno la squadra è retrocessa in Serie C, e Chiavacci ha messo a segno 8 reti in 18 presenze in terza serie. Dopo aver segnato un gol in 9 presenze nel Campionato Regionale Misto del 1945, ha disputato 25 partite nel campionato misto di Serie B e C nella stagione 1945-1946, contribuendo alla promozione del Prato in Serie B con 7 gol. Ha poi giocato ancora in Serie B nel Prato, ritirandosi al termine della stagione 1946-1947, nella quale ha disputato 21 partite senza mai segnare.
In carriera ha giocato complessivamente 46 partite di Serie B, con anche 3 gol segnati.
A lui è dedicato il secondo impianto calcistico della città di Prato, il campo sportivo "Bruno Chiavacci".

## Palmarès

### Club

#### Competizioni nazionali
- Coppa Italia: 1

Juventus: 1937-1938
- Serie C: 2

Prato: 1940-1941, 1945-1946